# Ndokayo
Ndokayo est une localité du Cameroun située dans le département du Lom-et-Djérem et la région de l'Est, dans l'arrondissement (commune) de Bétaré-Oya.

À proximité de la frontière centrafricaine, c'est une zone carrefour au nord-est de Bertoua, au sud de Garoua-Boulaï, limitée à l'est par la ville de Bétaré-Oya. La localité est traversée par la route nationale no 1 reliant Bertoua à Ngaoundéré.

L'arrivée de nombreux réfugiés centrafricains à partir des années 2000 a profondément modifié les paysages, les pratiques économiques et culturelles du terroir de Ndokayo.

## Environnement
Ndokayo fait partie de l'ensemble du bassin du Lom. Elle se trouve dans une zone climatique soudano-guinéenne de transition, avec une végétation composite, faite principalement de savane arbustive dense, mais aussi de galerie forestière le long des cours d'eau. À l'origine le terroir dispose de nombreuses ressources naturelles, notamment ligneuses, mais leur surexploitation soulève à partir des années 2000 une série de problèmes socioéconomiques et environnementaux.

## Population
En 1966 la localité comptait 979 habitants, principalement Baya.
À la fin des années 1980, le terroir connaît un premier flux migratoire, avec l'installation d'une importante communauté haoussa.
Lors du recensement de 2005, 2 757 personnes y étaient dénombrées.
Cependant ces chiffres officiels ne rendent pas entièrement compte de l'arrivée de plusieurs milliers de réfugiés dès 2001, puis à la suite des guerres civiles en République centrafricaine. Le terroir de Ndokayo fut l'un des premiers à en accueillir.
Beaucoup d'entre eux étaient éleveurs de bovins. Ayant perdu leurs troupeaux pendant les conflits, ils ont dû se reconvertir dans l'agriculture, souvent avec l'aide du Haut Commissariat des Nations unies pour les réfugiés (HCR). Néanmoins la pratique de l'élevage s'est trouvée stimulée dans la région.
L’exploitation artisanale de l'or est ancienne dans la région, mais la population craint désormais les répercussions économiques et environnementales d'une pratique plus intensive par des acteurs chinois et coréens.